# Tetronychoteuthis dussumieri
Tetronychoteuthis dussumieri är en bläckfiskart som först beskrevs av D'Orbigny 1839-1842 in Férussac.  Tetronychoteuthis dussumieri ingår i släktet Tetronychoteuthis och familjen Lepidoteuthidae. Inga underarter finns listade i Catalogue of Life.